# Orciprenalina
La Orciprenalina es un broncodilatador usado para el tratamiento de asma. Es un agonista de receptores beta2 adrenérgicos moderadamente selectivo que estimula a los receptores del músculo liso en los pulmones, útero y la vasculatura que suple al músculo esquelético, sin tener efecto (o con efecto mínimo) sobre los receptores alfa adrenérgicos. Los efectos farmacológicos de los medicamentos agonistas beta adrenérgicos, tales como la orciprenalina, son en parte atribuibles a una estimulación a través de receptores beta adrenérgicos de una adenilato ciclasa intracelular, que cataliza la conversión de ATP a cAMP. El aumento de los niveles de cAMP se asocian  con la relajación del músculo liso bronquial y una inhibición de la liberación de mediadores de hipersensibilidad inmediata de muchas células, especialmente de los mastocitos